# Ortaca

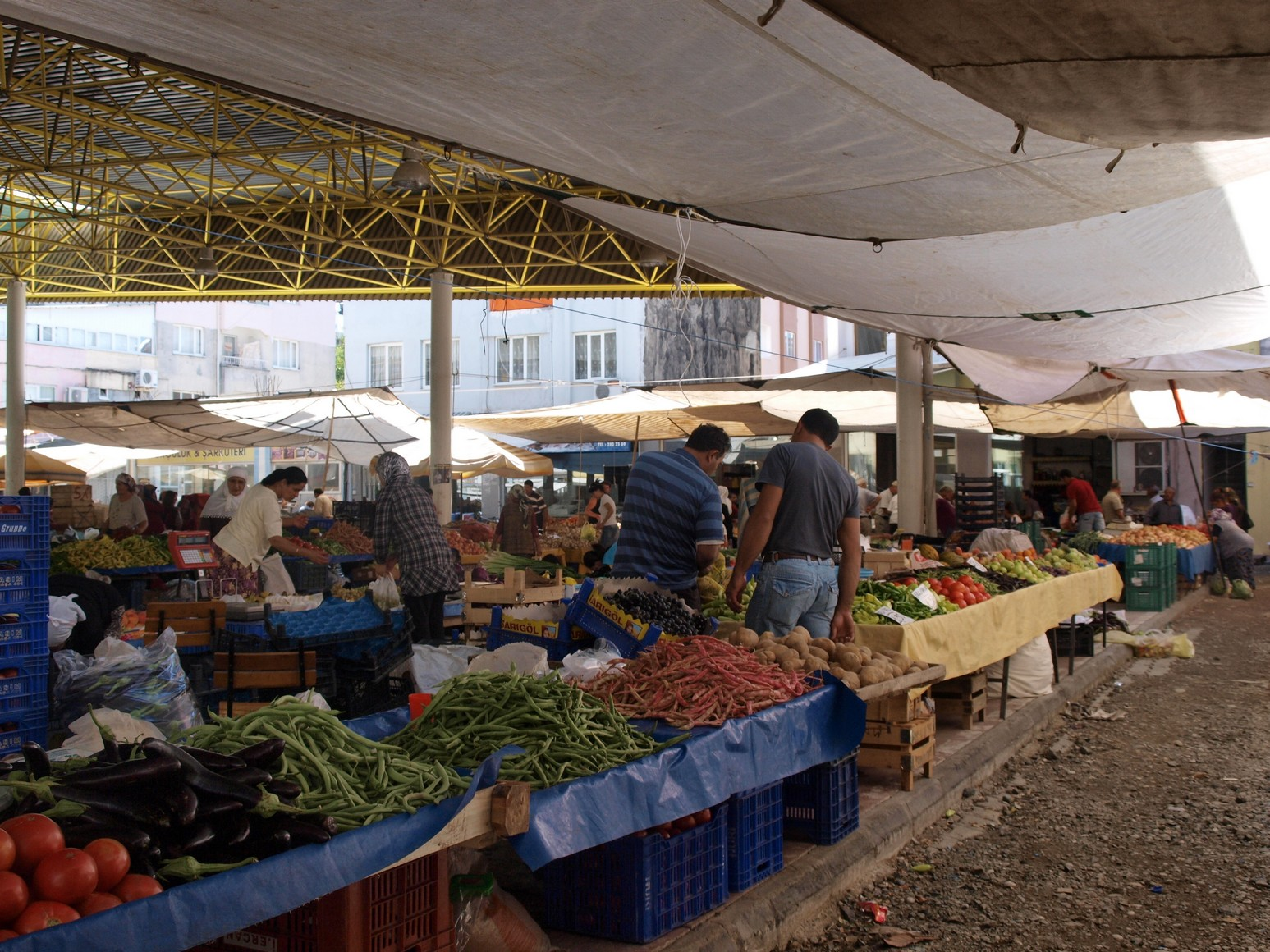
Bazar in Ortaca

Ortaca là một huyện thuộc tỉnh Muğla, Thổ Nhĩ Kỳ. Huyện có diện tích 297 km² và dân số thời điểm năm 2007 là 39648 người, mật độ 133 người/km².